# Milutin Gođevac
Milutin Gođevac (en serbe cyrillique : Милутин Гођевац ; né en 1770 dans la région d'Osat et mort à une date inconnue) est un maître-constructeur et un architecte bosnien et serbe. Milutin Gođevac a notamment travaillé en Serbie pour le prince Miloš Obrenović (1780-1860),,,.

## Quelques réalisations
Parmi ses réalisations, on peut citer :
- 1818-1820 : l'église de la Descente-du-Saint-Esprit-sur-les-Apôtres à Kragujevac (également appelée « la vieille église »)[1] ; inscrite sur la liste des monuments culturels de grande importance de la république de Serbie (identifiant no SK 452)[5] ;
- 1819-1820 : l'église Saint-Sava de Savinac à Šarani[2],[3] ; inscrite sur la liste des monuments de grande importance (identifiant no SK 381)[6],[7] ;
- 1826 : l'église Saint-Gabriel à Osipaonica[4] ; inscrite sur la liste des monuments culturels protégés (identifiant no SK 552)
- 1829 : l'église Saint-Michel à Šetonje[8] ; inscrite sur la liste des monuments protégés (identifiant no SK 705) ;
- 1849-1852 : l'église Saint-Georges dans le monastère de Bogovađa à Bogovađa[9] ; inscrite sur la liste des monuments de grande importance (identifiant no SK 265)[6],[10].

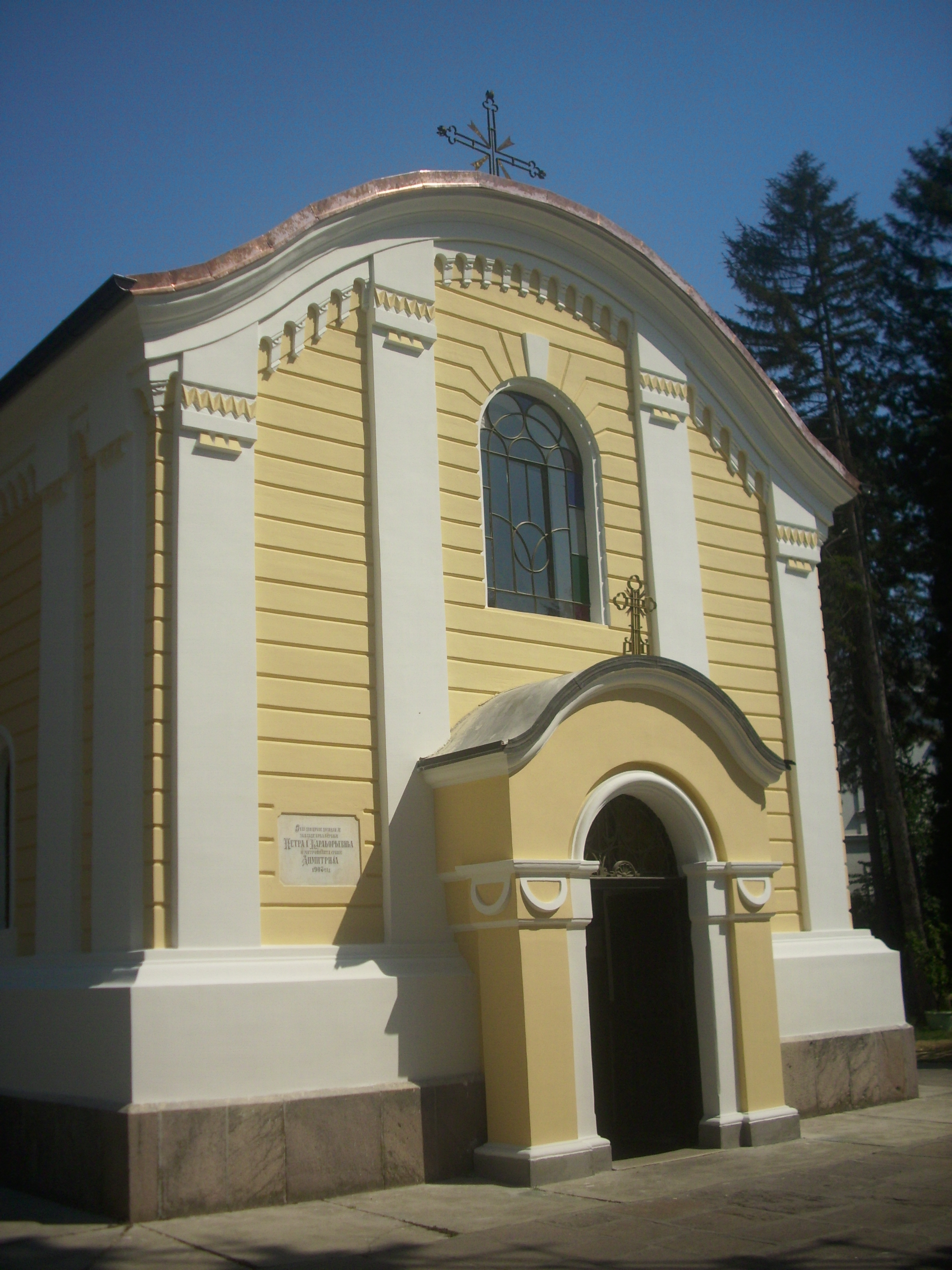
L'église de la Descente-du-Saint-Esprit-sur-les-Apôtres de Kragujevac.
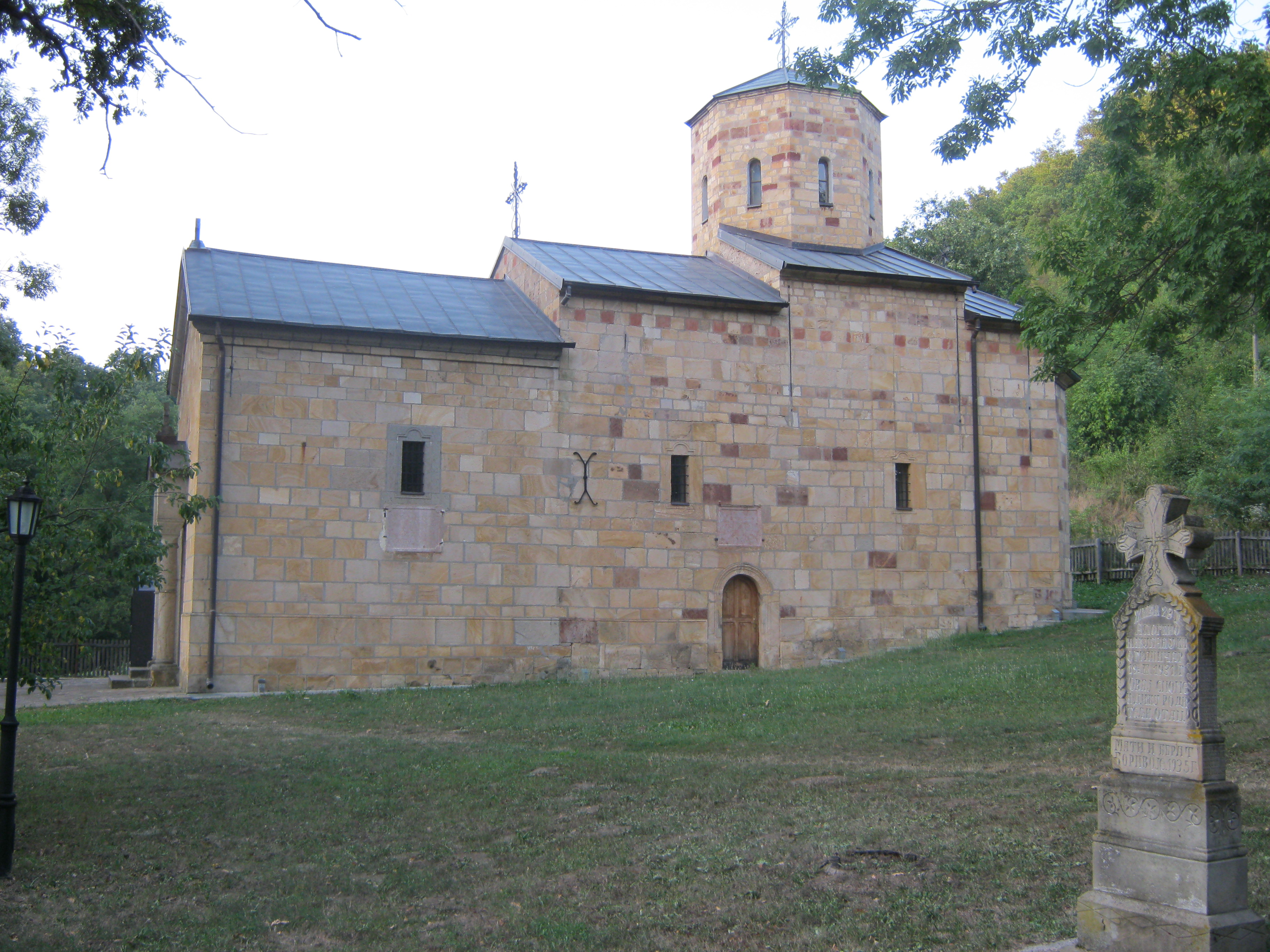
L'église Saint-Sava de Savinac.
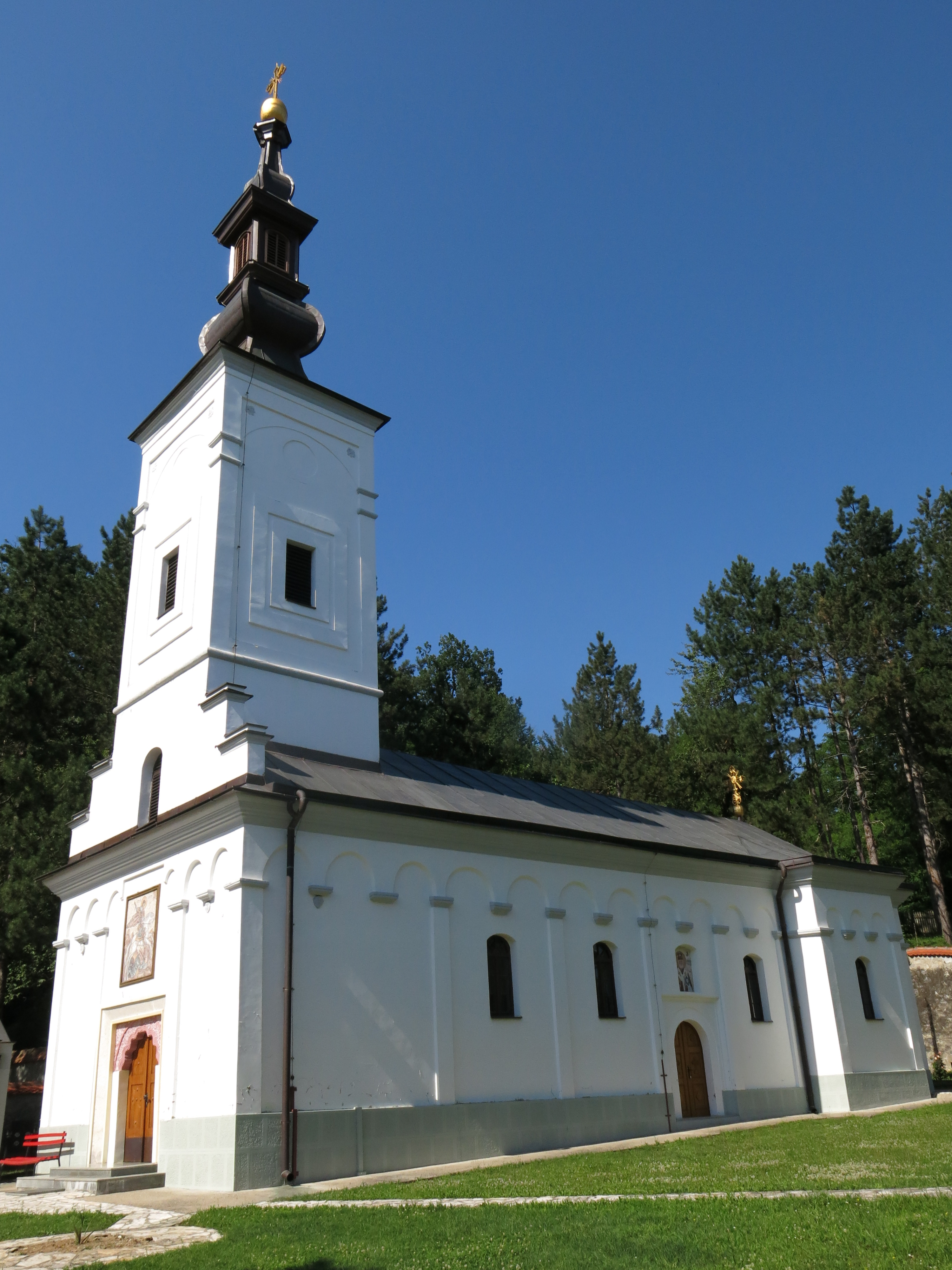
L'église Saint-Georges dans le monastère de Bogovađa.